# Empusa pennata
|  | Aquest article tracta sobre un insecte mantodeu de la família dels empúsids. Si cerqueu un personatge de mitologia grega, vegeu «Empusa». |

Empusa pennata (nom comú en català: empusa) és una espècie d'insecte mantodeu de la família dels empúsids. La seva àrea de distribució és el Mediterrani occidental, amb el límit oriental a Itàlia i Tunísia, si bé s'ha citat en altres indrets on no es considera nativa, com Alemanya. És l'única espècie dels empúsids trobada als Països Catalans, si bé és absent a les Illes Balears.
El nom del gènere Empusa prové de la mitologia grega. Empusa era una semideessa monstruosa i malèvola, capaç d'assolir formes d'animals o dones de gran bellesa per tal de seduir els homes i devorar-los.

## Característiques
Els adults tenen una coloració verda o marronosa, i assoleixen els 70 mm de longitud (femelles) o 60 mm (mascles). Aquest insecte es caracteritza per la presència d'una protuberància sobre el cap i perquè tenen una fenologia diferent de la majoria de mantodeus. Empusa pennata té un cicle vital aproximadament univoltí i habita zones seques i càlides. Les nimfes es desclouen a l'estiu, s'alimenten durant la tardor i l'hivern i completen en seu desenvolupament a la primavera. L'empusa pot arribar a fer sis mudes per assolir l'estadi adult, essent el color del medi en què habita durant la seva última muda el que determina la coloració de l'adult. És estrictament carnívora, i s'alimenta principalment d'altres insectes i aràcnids. Està especialitzada en la caça d'insectes voladors, que atrapa amb les potes anteriors, que estan armades amb espines. En un estudi comparatiu d'hàbits alimentaris de sis espècies de l'ordre Mantodea realitzat en condicions de laboratori es va observar que Empusa pennata era més selectiva que la resta de mantodeus a l'hora de triar les seves preses.

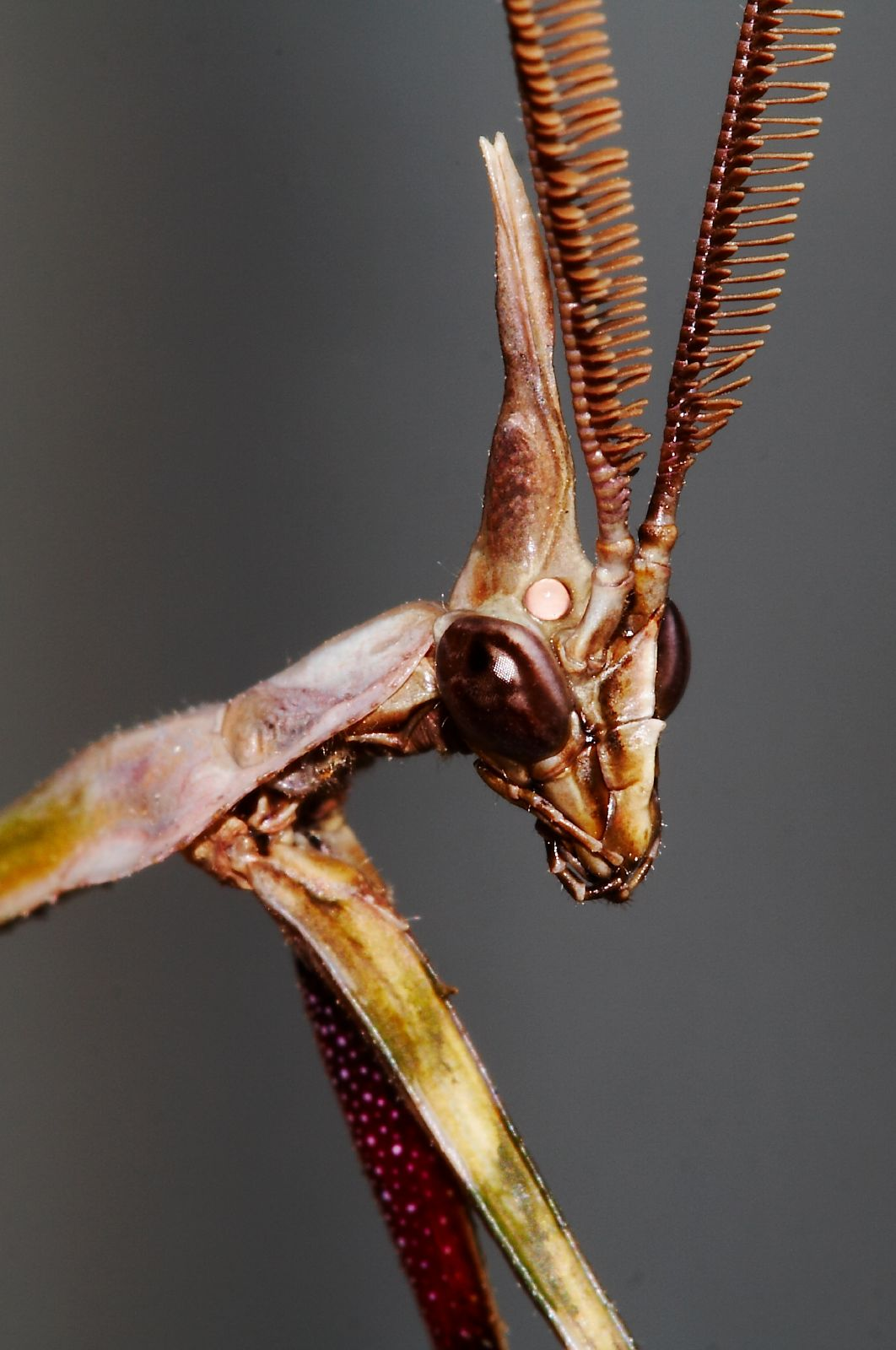
Adult - Cap masculí
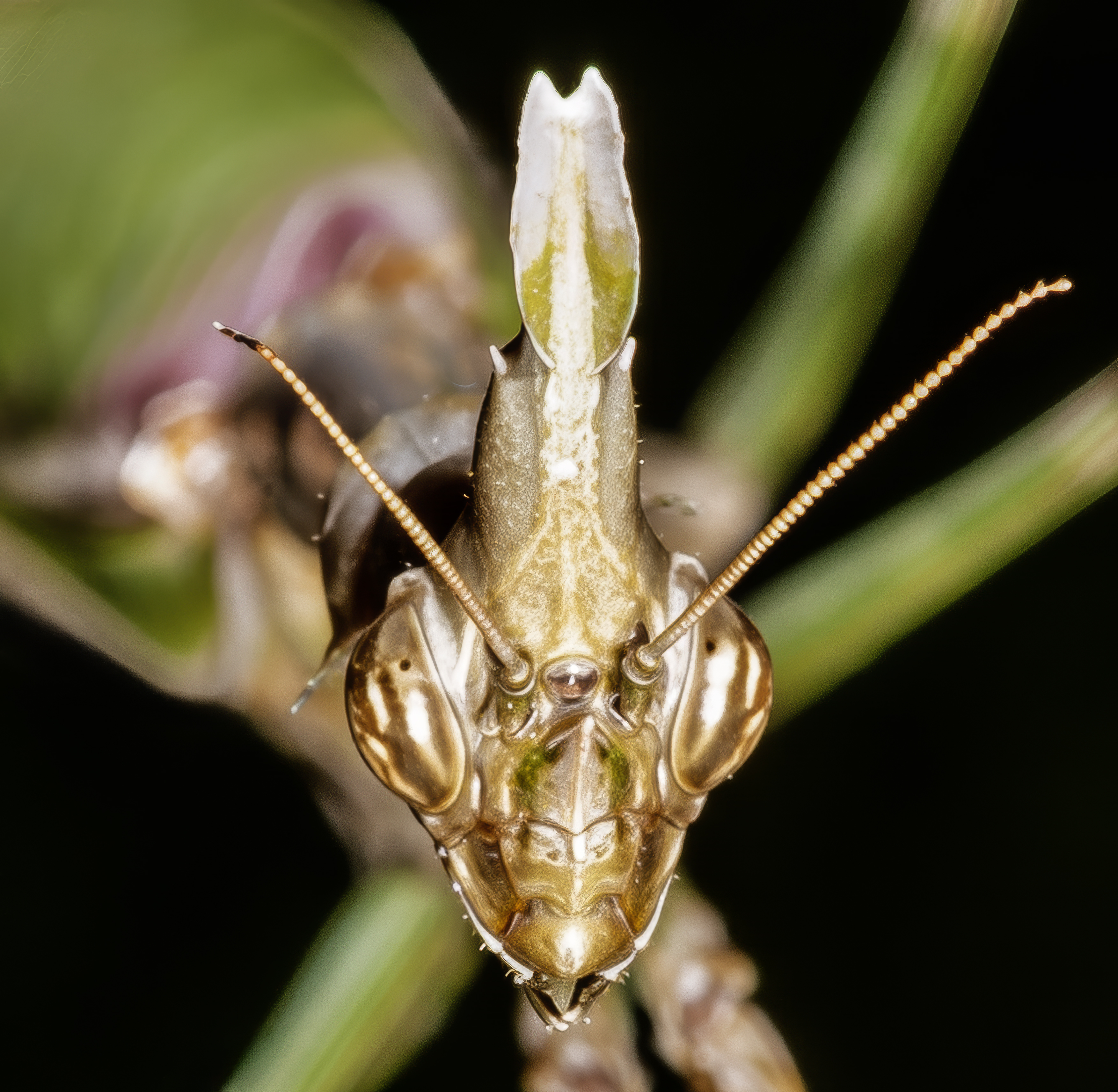
Adult - Cap de dona